# Elite.A 2013-2014
La Elite.A di hockey su ghiaccio 2013-2014, l'80º campionato italiano della massima serie, è stata organizzata dalla Federazione Italiana Sport del Ghiaccio e dalla Lega Italiana Hockey Ghiaccio.
Nel corso dell'estate del 2013 furono apportate numerose modifiche alla struttura della lega, dal numero di squadre iscritte al nome stesso del campionato, il quale passò dalla denominazione di Serie A a quella di Elite.A.
La stagione si è conclusa con il Ritten Sport vincitore del suo primo scudetto.

## Squadre
Dall'ultimo campionato sono state confermate sette squadre partecipanti, più l'aggiunta dei Vipiteno Broncos, promossi dalla Serie A2 (sebbene non vinta). L'Hockey Club Bolzano ha abbandonato il campionato italiano per trasferirsi nella massima lega austriaca, la EBEL. L'Alleghe Hockey invece per problemi finanziari ha rinunciato all'iscrizione in Elite.A iscrivendo la propria squadra in Serie B. Infine il Pontebba, già retrocesso al termine della stagione 2012-13, si trasferì come il Bolzano in Austria ma nel campionato regionale della Carinzia.
| Asiago Hockey    | Asiago            | Hodegart                     | 3.000 |
| SG Cortina       | Cortina d'Ampezzo | Stadio Olimpico del Ghiaccio | 2.700 |
| Milano Rossoblu  | Milano            | Stadio del ghiaccio Agorà    | 4.000 |
| HC Pustertal     | Brunico           | Leitner Solar Arena          | 2.050 |
| Ritten Sport     | Collalbo          | Arena Ritten                 | 2.000 |
| HC Val di Fassa  | Alba di Canazei   | Gianmario Scola              | 3.500 |
| HC Valpellice    | Torre Pellice     | Cotta Morandini              | 2.440 |
| Sterzing Broncos | Vipiteno          | DiscoArena                   | 1.700 |

## Formula

### Calendario
In seguito alla riduzione del numero di squadre partecipanti il calendario della stagione regolare fu rivoluzionato. Le giornate furono portate a 42, ovvero un triplo girone all'italiana con gare di andata e ritorno. Furono previste tre pause per gli eventi internazionali, mentre le gare settimanali scesero da tre a due nei giorni di giovedì e sabato, eccetto due settimane nel periodo natalizio con tre giornate alla settimana. La prima giornata è prevista per il 21 settembre 2013, invece l'ultima giornata il 4 marzo 2013.
Al termine della stagione regolare sono previsti i play-off con un formato contorto (c'è la possibilità che le squadre possano incontrarsi più volte nei playoff) che fu studiato appositamente dalla Lega con l'intento di aumentare l'interesse dei tifosi. Venne reintrodotta la Coppa di Lega, non più assegnata alla squadra vincitrice della regular season, ma contesa tra le prime 4 squadre classificate al termine della stessa (nelle semifinali per l'assegnazione della Coppa: prima squadra classificata contro quarta e seconda contro terza, sfide giocate al meglio delle cinque gare). Le due squadre sconfitte in queste semifinali giocheranno poi delle ulteriori partite (best of 3) contro le vincenti delle sfide tra la quinta squadra classificata e la ottava e tra la sesta squadra piazzata e la settima (le due squadre sconfitte in queste due sfide - giocate invece al meglio delle 5 partite - termineranno il campionato all'ultimo ed al penultimo posto). Alla vincitrice della Coppa di Lega (che come la sfidante per l'assegnazione del trofeo giocherà poi direttamente le semifinali) oltre al fattore campo è concessa l'opportunità di scegliere l'avversaria in semifinale. Le semifinali e la finale come nelle stagioni precedenti sono previste al meglio delle sette gare.

### Transfer card
Nonostante la Lega fece partire l'Elite.A con l'intento di andare a diminuire nel tempo il numero di giocatori stranieri schierabili, rispetto alla stagione precedente il numero di transfer card salì da 6 a 9 (anche se rispetto l'annata precedente tornarono ad essere considerati stranieri i giocatori di nazionalità estera eleggibili per la Nazionale). Inoltre, tra i 9 stranieri, per questa stagione almeno uno di essi doveva avere un'età inferiore ai 23 anni (giocatore under-23), ma senza obbligo di schieramento.
Ogni società nell'arco della stagione aveva a disposizione 6 visti d'ingresso per giocatori extracomunitari.

Le richieste di tesseramento potevano essere avanzate in qualsiasi momento della stagione ma entro le ore 12:00 del 31 gennaio 2014 (per l'attività giovanile entro il 30 novembre 2013). Tuttavia, anche dal 1º febbraio 2014 e sino al 27 febbraio 2014 potevano essere richiesti tesseramenti, ma solo per giocatori di "categoria B" in sostituzione di giocatori di categoria B già tesserati alla data del 31 gennaio 2014 (sempre nel rispetto delle quote sopra indicate). I giocatori di categoria B erano i giocatori di cittadinanza e/o formazione straniera (tra i quali rientravano i giocatori provenienti da Federazione straniera in possesso anche di cittadinanza italiana ma che non avevano ancora disputato almeno 2 stagioni sportive complete nei Campionati Italiani oppure che non avevano maturato la eleggibilità per la Nazionale italiana). Così, una società che decideva di tagliare (o vendeva) un giocatore di categoria B a mercato chiuso, ossia dopo il 31 gennaio, da questa stagione lo poteva comunque sostituire con un nuovo transfer card entro il 27 febbraio.

## Stagione regolare

### Primo girone
21 settembre 2013 - 16 novembre 2013
| 1ª           | giornata              | 14ª          |
| 21 set. 2013 |                       | 16 nov. 2013 |
| 4-6          | Fassa-Cortina         | 1-3          |
| 3-5          | Milano-Asiago         | 3-5          |
| 1-6          | Valpellice-Renon      | 3-2          |
| 1-5          | Vipiteno-Val Pusteria | 1-6          |

| 4ª          | giornata            | 11ª         |
| 3 ott. 2013 |                     | 7 nov. 2013 |
| 6-0         | Asiago-Valpellice   | 7-6         |
| 4-5 dr      | Cortina-Renon       | 3-1         |
| 6-2         | Fassa-Vipiteno      | 2-7         |
| 5-3         | Val Pusteria-Milano | 7-5         |

| 7ª           | giornata           | 8ª           |
| 12 ott. 2013 |                    | 19 ott. 2013 |
| 1-4          | Cortina-Asiago     | 2-4          |
| 2-5          | Milano-Valpellice  | 2-5          |
| 4-2          | Renon-Vipiteno     | 1-3          |
| 5-2          | Val Pusteria-Fassa | 3-2          |

| 2ª           | giornata                | 13ª          |
| 26 set. 2013 |                         | 14 nov. 2013 |
| 8-4          | Asiago-Fassa            | 5-3          |
| 3-2 dts      | Cortina-Vipiteno        | 5-1          |
| 4-1          | Renon-Milano            | 4-2          |
| 5-3          | Val Pusteria-Valpellice | 1-5          |

| 5ª          | giornata             | 10ª         |
| 5 ott. 2013 |                      | 2 nov. 2013 |
| 3-2         | Milano-Vipiteno      | 6-7         |
| 2-1         | Renon-Asiago         | 3-4         |
| 5-1         | Valpellice-Fassa     | 8-4         |
| 5-1         | Val Pusteria-Cortina | 4-3         |

| 3ª           | giornata           | 12ª         |
| 28 set. 2013 |                    | 9 nov. 2013 |
| 4-3          | Milano-Fassa       | 4-2         |
| 1-2          | Renon-Val Pusteria | 4-2         |
| 4-2          | Valpellice-Cortina | 4-8         |
| 4-3          | Vipiteno-Asiago    | 4-1         |

| 6ª           | giornata            | 9ª           |
| 10 ott. 2013 |                     | 31 ott. 2013 |
| 6-4          | Asiago-Val Pusteria | 5-4 dts      |
| 0-3          | Cortina-Milano      | 3-2          |
| 4-6          | Fassa-Renon         | 0-6          |
| 4-2          | Vipiteno-Valpellice | 3-8          |

Legenda: dts = dopo i tempi supplementari; dr = dopo i tiri di rigore

### Secondo girone
21 novembre 2013 - 11 gennaio 2014
| 15ª          | giornata             | 28ª          |
| 21 nov. 2013 |                      | 11 gen. 2014 |
| 4-3 dts      | Milano-Vipiteno      | 6-3          |
| 4-2          | Renon-Asiago         | 5-3          |
| 3-1          | Valpellice-Fassa     | 6-2          |
| 3-2          | Val Pusteria-Cortina | 0-4          |

| 18ª         | giornata            | 25ª         |
| 5 dic. 2013 |                     | 3 gen. 2014 |
| 3-6         | Asiago-Valpellice   | 4-5 dts     |
| 3-1         | Cortina-Fassa       | 1-4         |
| 4-5 dr      | Val Pusteria-Milano | 4-2         |
| 1-4         | Vipiteno-Renon      | 2-6         |

| 21ª          | giornata              | 22ª          |
| 26 dic. 2013 |                       | 28 dic. 2013 |
| 2-4          | Cortina-Asiago        | 0-6          |
| 1-4          | Fassa-Milano          | 4-2          |
| 3-2          | Renon-Valpellice      | 4-7          |
| 4-5          | Vipiteno-Val Pusteria | 2-3 dr       |

| 16ª          | giornata            | 27ª         |
| 23 nov. 2013 |                     | 9 gen. 2013 |
| 6-3          | Asiago-Val Pusteria | 1-3         |
| 4-2          | Cortina-Milano      | 3-5         |
| 2-6          | Fassa-Renon         | 1-6         |
| 3-6          | Vipiteno-Valpellice | 5-4 dr      |

| 19ª         | giornata                | 24ª         |
| 7 dic. 2013 |                         | 1 gen. 2014 |
| 5-4 dts     | Fassa-Asiago            | 1-4         |
| 6-2         | Renon-Milano            | 5-7         |
| 6-2         | Valpellice-Val Pusteria | 1-2         |
| 1-2 dts     | Vipiteno-Cortina        | 3-2         |

| 17ª          | giornata           | 26ª         |
| 28 nov. 2013 |                    | 5 gen. 2014 |
| 5-1          | Fassa-Vipiteno     | 3-6         |
| 1-3          | Milano-Asiago      | 3-4 dts     |
| 4-1          | Renon-Val Pusteria | 3-1         |
| 3-5          | Valpellice-Cortina | 1-3         |

| 20ª          | giornata           | 23ª          |
| 23 dic. 2013 |                    | 30 dic. 2013 |
| 6-1          | Asiago-Vipiteno    | 4-2          |
| 6-3          | Cortina-Renon      | 3-7          |
| 4-3          | Milano-Valpellice  | 1-2          |
| 2-0          | Val Pusteria-Fassa | 3-0          |

Legenda: dts = dopo i tempi supplementari; dr = dopo i tiri di rigore

### Terzo girone
16 gennaio 2014 - 4 marzo 2014
| 29ª          | giornata              | 42ª         |
| 16 gen. 2014 |                       | 4 mar. 2014 |
| 1-5          | Fassa-Cortina         | 1-7         |
| 1-5 ‡        | Milano-Asiago         | 3-4         |
| 9-3          | Valpellice-Renon      | 0-2         |
| 2-4          | Vipiteno-Val Pusteria | 2-1         |

| 32ª          | giornata            | 39ª          |
| 25 gen. 2014 |                     | 22 feb. 2014 |
| 8-3          | Asiago-Valpellice   | 4-0          |
| 3-2 dr       | Cortina-Renon       | 1-4          |
| 3-2          | Fassa-Vipiteno      | 1-4          |
| 2-4          | Val Pusteria-Milano | 5-0          |

| 35ª         | giornata           | 36ª          |
| 1 feb. 2014 |                    | 13 feb. 2014 |
| 2-1 dts     | Cortina-Asiago     | 1-2 dts      |
| 3-5         | Milano-Valpellice  | 6-4          |
| 2-1         | Renon-Vipiteno     | 4-1          |
| 3-4         | Val Pusteria-Fassa | 9-5          |

| 30ª          | giornata                | 41ª         |
| 18 gen. 2014 |                         | 1 mar. 2014 |
| 6-1          | Asiago-Fassa            | 8-5         |
| 5-4 dr       | Cortina-Vipiteno        | 1-2         |
| 7-5          | Renon-Milano            | 4-1         |
| 3-4 dr       | Val Pusteria-Valpellice | 2-7         |

| 33ª          | giornata             | 38ª          |
| 28 gen. 2014 |                      | 20 feb. 2014 |
| 4-3          | Milano-Vipiteno      | 3-2 dts      |
| 1-0          | Renon-Asiago         | 0-4          |
| 7-4          | Valpellice-Fassa     | 10-1         |
| 3-0          | Val Pusteria-Cortina | 1-2          |

| 31ª          | giornata           | 40ª          |
| 23 gen. 2014 |                    | 27 feb. 2014 |
| 5-3          | Milano-Fassa       | 5-2          |
| 4-1          | Renon-Val Pusteria | 2-1 dts      |
| 11-3         | Valpellice-Cortina | 1-4          |
| 1-4          | Vipiteno-Asiago    | 2-4          |

| 34ª          | giornata            | 37ª          |
| 30 gen. 2014 |                     | 15 feb. 2014 |
| 3-5          | Asiago-Val Pusteria | 0-5          |
| 5-2          | Cortina-Milano      | 3-5          |
| 2-3          | Fassa-Renon         | 0-9          |
| 2-4          | Vipiteno-Valpellice | 7-3          |

Legenda: dts = dopo i tempi supplementari; dr = dopo i tiri di rigore

‡ Partita ripetuta dall'inizio. La partita era stata interrotta sull'1-4 per l'Asiago a 33" dalla fine del secondo tempo per mancanza di un plexiglas di ricambio andato rotto all'Agorà di Milano.

### Classifica
|  | Pos. | Squadra          | Pt | G  | V  | VOT | POT | P  | GF  | GS  | DR   |
|  | ---- | ---------------- | -- | -- | -- | --- | --- | -- | --- | --- | ---- |
|  | 1.   | Ritten-Renon     | 92 | 42 | 29 | 2   | 1   | 10 | 162 | 101 | +61  |
|  | 2.   | Asiago           | 87 | 42 | 26 | 3   | 3   | 10 | 171 | 113 | +58  |
|  | 3.   | Val Pusteria     | 75 | 42 | 23 | 1   | 4   | 14 | 139 | 121 | +18  |
|  | 4.   | Valpellice       | 71 | 42 | 22 | 2   | 1   | 16 | 182 | 147 | +35  |
|  | 5.   | Cortina          | 63 | 42 | 17 | 5   | 2   | 18 | 126 | 127 | -1   |
|  | 6.   | Milano Rossoblu  | 52 | 42 | 15 | 3   | 1   | 23 | 138 | 160 | -22  |
|  | 7.   | Vipiteno Broncos | 44 | 42 | 12 | 1   | 6   | 23 | 115 | 158 | -43  |
|  | 8.   | Fassa Falcons    | 20 | 42 | 6  | 1   | 0   | 35 | 101 | 206 | -105 |

Legenda:

      Ammesse al Primo Turno 1-4
      Ammesse al Primo Turno 5-8
Note:

Tre punti a vittoria, due punti a vittoria dopo overtime o rigori, un punto a sconfitta dopo overtime o rigori, zero a sconfitta.

## Playoff
|  | Primo turno | Primo turno      | Primo turno |  |  | Secondo turno    | Secondo turno    | Secondo turno |         |   | Semifinali   | Semifinali   | Semifinali   |              |   | Finale | Finale | Finale |  |
|  |             |                  |             |  |  |                  |                  |               |         |   |              |              |              |              |   |        |        |        |  |
|  | 1           | Ritten-Renon     | 3           |  |  |                  |                  |               |         |   |              |              |              |              |   |        |        |        |  |
|  | 4           | Valpellice       | 1           |  |  |                  |                  |               |         |   |              |              |              |              |   |        |        |        |  |
|  |             |                  |             |  |  |                  |                  |               |         |   |              |              |              |              |   |        |        |        |  |
|  |             |                  |             |  |  |                  |                  |               |         |   | Val Pusteria | Val Pusteria | 4            |              |   |        |        |        |  |
|  | 5           | Cortina          | 3           |  |  |                  |                  | Cortina       | Cortina | 0 |              |              |              |              |   |        |        |        |  |
|  | 8           | Fassa Falcons    | 0           |  |  | Valpellice       | Valpellice       | 1             |         |   |              |              |              |              |   |        |        |        |  |
|  |             |                  |             |  |  | Cortina          | Cortina          | 2             |         |   |              |              |              |              |   |        |        |        |  |
|  |             |                  |             |  |  |                  |                  |               |         |   | Val Pusteria | Val Pusteria | 2            |              |   |        |        |        |  |
|  |             |                  |             |  |  |                  |                  |               |         |   |              |              | Ritten-Renon | Ritten-Renon | 4 |        |        |        |  |
|  |             |                  |             |  |  | Asiago           | Asiago           | 2             |         |   |              |              |              |              |   |        |        |        |  |
|  | 6           | Milano Rossoblu  | 1           |  |  | Vipiteno Broncos | Vipiteno Broncos | 0             |         |   |              |              |              |              |   |        |        |        |  |
|  | 7           | Vipiteno Broncos | 3           |  |  |                  |                  |               |         |   | Ritten-Renon | Ritten-Renon | 4            |              |   |        |        |        |  |
|  |             |                  |             |  |  |                  |                  | Asiago        | Asiago  | 1 |              |              |              |              |   |        |        |        |  |
|  |             |                  |             |  |  |                  |                  |               |         |   |              |              |              |              |   |        |        |        |  |
|  | 2           | Asiago           | 1           |  |  |                  |                  |               |         |   |              |              |              |              |   |        |        |        |  |
|  | 3           | Val Pusteria     | 3           |  |  |                  |                  |               |         |   |              |              |              |              |   |        |        |        |  |

### Primo turno

#### Renon - Valpellice
| Arbitri: | Leandro Soraperra Karel Metelka |

| |           |  |
| P. Rissmiller (T. Ramsey, D. Tudin) 27:23 L. Ansoldi (P. Rissmiller, D. Tudin) 29:10 E. Johansson (P. Rissmiller, L. Nelson) 34:05 M. Siddall (T. Spinell, L. Nelson) 57:21 L. Nelson (E. Johansson, M. Siddall) 57:43 | Marcatori |  |

| Arbitri: | Luca Cassol Alex Lazzeri |

| |           |                                                                                          |
| P. Rizzo (S. Tomko, P. Nicolao) 07:03 M. Petrák (S. Tomko, J. Grimaldi) 30:13 M. Petrák (S. Tomko, R. McDonough) 58:18 R. McDonough 59:47 | Marcatori | 22:58 M. Siddall (E. Johansson, L. Nelson) 39:17 P. Rissmiller (T. Ramsey, E. Johansson) |

| Arbitri: | Nadir Ceschini Karl Pichler |

| |           | |
| E. Scelfo (L. Daccordo, M. Moisand) 27:03 M. Siddall (E. Johansson, L. Nelson) 48:26 M. Siddall (E. Johansson, D. Urquhart) 52:17 D. Tudin (T. Ramsey) 53:41 L. Ansoldi (P. Rissmiller, D. Tudin) 57:33 | Marcatori | 17:45 P. Canale (P. Rizzo, A. Ambrosi) 36:57 M. Petrák (S. Tomko, S. Barney) 59:59 A. Ambrosi (S. Barney, R. McDonough) |

| Arbitri: | Michele Gastaldelli Fabio Lottaroli |

|  |           | |
|  | Marcatori | 06:40 E. Johansson (L. Daccordo, E. Scelfo) 29:54 L. Ansoldi (P. Rissmiller) 36:26 P. Rissmiller (T. Ramsey) |

#### Asiago - Val Pusteria
| Arbitri: | Andrea Moschen Fabio Lottaroli |

| |           |                                                                                              |
| N. Ross (L. Rigoni, K. DeVergilio) 13:03 K. DeVergilio (L. Ulmer, A. Signoretti) 21:30 F. Benetti (M. Presti, L. Rigoni) 32:10 P. Zanette (T. Spinell, L. Nelson) 34:04 P. Zanette (E. Johansson, M. Siddall) 59:12 | Marcatori | 23:51 M. Oberrauch (M. Strazzabosco, M. Tessari) 58:38 R. Sirianni (D. Borrelli, M. Tessari) |

| Arbitri: | Claudio Pianezze Gregory Loreggia |

| |           |                                                                                      |
| M. Oberrauch (G. Scandella, D. Ling) 16:47 R. Sirianni (M. Oberrauch, D. Campbell) 32:38 R. Sirianni (A. Helfer, D. Ling) 59:38 | Marcatori | 49:30 D. Sullivan (M. Zanette, P. Zanette) 57:39 P. Zanette (M. Zanette, M. Tessari) |

| Arbitri: | Claudio Ferrini Leandro Soraperra |

|  |           | |
|  | Marcatori | 06:35 P. Bona (D. McCauley) 24:28 G. Scandella (M. Oberrauch, A. Hofer) 26:09 A. Helfer (R. O'Marra, R. Sirianni) 32:05 C. Borgatello (D. Ling, A. Helfer) 50:10 R. Sirianni (M. Oberrauch, D. Campbell) 51:25 D. Campbell (R. Sirianni, A. Hofer) 59:19 V. Schweitzer (G. Scandella, P. Kosta) |

| Arbitri: | Andrea Moschen Karl Pichler |

|                                                                             |           |                               |
| R. Sirianni (D. McCauley, D. Ling) 12:56 M. Oberrauch (C. Borgatello) 69:13 | Marcatori | 23:08 S. Marchetti (L. Ulmer) |

#### Cortina - Val di Fassa
| Arbitri: | Luca Cassol Claudio Pianezze |

| |           |  |
| F. Adami (R. Birziņš, R. Dingle) 00:43 R. Birziņš (K. Doell, R. Dingle) 18:16 S. Gron (G. De Bettin, R. Dingle) 38:25 R. Dingle (K. Doell, F. Adami) 47:46 R. Dingle (K. Doell, F. Adami) 51:21 | Marcatori |  |

| Arbitri: | Michele Gastaldelli Andrea Moschen |

|                                                                                  |           | |
| J. Šindel (D. Iori, M. Jeslinek) 18:07 E. Chelodi (F. Gilmozzi, J. Burlin) 30:42 | Marcatori | 13:12 S. Gron (L. Zanatta, G. De Bettin) 21:12 S. Gron (G. De Bettin, J. Grof) 33:41 S. Gron (R. Dyngle, G. De Bettin) 52:39 R. Dingle (J. Grof) 58:32 R. Dingle (K. Doell, P. Albers) |

| Arbitri: | Karel Metelka Daniel Gamper |

| |           |                                           |
| K. Doell (R. Dingle, P. Albers) 01:05 K. Doell (R. Birziņš, P. Albers) 10:51 R. Dingle 26:15 S. Gron (R. Dingle, R. Birziņš) 33:46 S. Gron (J. Grof, L. Felicetti) 48:24 | Marcatori | 53:58 J. Šindel (S. Kostner, M. Jeslinek) |

#### Milano - Vipiteno
| Arbitri: | Nadir Ceschini Glauco Colcuc |

|                                            |           | |
| D. DiDiomete (B. Schell, M. Ranallo) 05:31 | Marcatori | 01:08 R. Erat (D. Maffia, L. Liotti) 02:33 D. Lee (T. J. Caig, H. Stofer) 33:35 R. Erat (F. Wieser, D. Maffia) 51:07 D. Eastman (L. Liotti, R. Erat) |

| Arbitri: | Andrea Benvegnù Claudio Ferrini |

| |           | |
| L. Liotti (F. Wieser, R. Erat) 21:57 Maffia (T. J. Caig, P. Pircher) 31:29 R. Erat (F. Wieser, C. Knowlton) 39:17 D. Lee (F. Hackhofer, T. J. Caig) 50:18 | Marcatori | 37:27 E. Caletti (A. Lutz, D. DiDiomete) 44:36 D. DiDiomete (M. Lo Presti, E. Caletti) 47:11 A. Re (A. Estoclet, N. Fontanive) |

| Arbitri: | Luca Cassol Andrea Moschen |

| |           |  |
| D. DiDiomete (A. Lutz, B. Schell) 20:47 D. DiDiomete (B. Schell, A. Gellert) 29:17 D. DiDiomete (J. Fritsch) 59:25 U. Guerra (A. Lutz, M. Borghi) 59:35 | Marcatori |  |

| Arbitri: | Glauco Colcuc Alex Lazzeri |

| |           |                                                                               |
| F. Wieser (R. Erat, C. Knowlton) 01:18 R. Erat (F. Wieser, D. Maffia) 26:23 R. Erat (F. Wieser, C. Knowlton) 32:16 D. Eastman (D. Lee, T. J. Caig) 57:02 D. Lee (D. Eastman, H. Stofner) 57:57 | Marcatori | 05:06 D. DiDiomete (B. Schell, A. Re) 48:51 A. Gellert (A. Lutz, A. Estoclet) |

### Secondo turno

#### Asiago - Vipiteno
| Arbitri: | Karl Pichler Leandro Soraperra |

| |           | |
| L. Ulmer (S. Bentivoglio, K. DeVergilio) 6:00 M. Zanette (M. Strazzabosco, P. Zanette) 28:33 L. Ulmer (N. Ross, K. DeVergilio) 40:29 K. DeVergilio (S. Bentivoglio, L. Ulmer) 52:27 L. Ulmer (M. Strazzabosco) 56:37 D. Borrelli (M. Zanette, D. Sullivan) 57:11 | Marcatori | 10:26 T. J. Caig (D. Lee, D. Eastman) 10:56 H. Stofner (F. Hackhofer, T.J. Caig) 40:11 H. Stofner (T.J. Caig, D. Eastman) |

| Arbitri: | Glauco Colcuc Michele Gastaldelli |

|                                                                               |           |                                                                                    |
| D. Ludvík (R. Erat, F. Hackhofer) 44:53 P. Pircher (R. Erat, F. Wieser) 52:12 | Marcatori | 56:28 P. Zanette (D. Borrelli) 59:45 S. Bentivoglio 63:14 D. Sullivan (M. Zanette) |

#### Valpellice - Cortina
| Arbitri: | Luca Cassol Andrea Moschen |

| |           |                            |
| D. Strong (G. Nunn, T. Johnson) 00:31 D. Strong (G. Nunn, T. Johnson) 07:46 T. Johnson (R. McDonough, S. Barney) 10:56 S. Barney (S. Tomko, R. McDonough) 29:07 P. Rizzo (A. Silva, T. Johnson) 32:42 | Marcatori | 32:30 R. Dingle (K. Doell) |

| Arbitri: | Claudio Pianezze Luca Cassol |

| |           |                                         |
| L. Zanatta (S. Gron, L. Felicetti) 15:43 K. Doell (R. Dingle, M. Zanatta) 30:10 R. Dingle (K. Doell, F. Adami) 56:55 L. Zanatta (A. Moser, M. Zanatta) 59:53 | Marcatori | 39:19 D. Strong (T. Johnson, M. Petrak) |

| Arbitri: | Alex Lazzeri Fabio Lottaroli |

| |           | |
| D. Strong (T. Johnson, K. Dusseau) 30:55 K. Dusseau (S. Barney) 33:06 S. Barney (R. McDonough, D. Strong) 55:54 | Marcatori | 08:48 R. Dingle (J. Grof, K. Doell) 10:30 R. Dingle 26:52 R. Lacedelli (S. Gron) 37:54 G. De Bettin (L. Felicetti, S. Gron) 48:30 G. De Bettin (S. Gron) 59:57 S. Gron (G. De Bettin, P. Albers) |

### Coppa di Lega
|  | Coppa di Lega |              |   |  |
|  |               |              |   |  |
|  | Ritten-Renon  | Ritten-Renon | 0 |  |
|  | Val Pusteria  | Val Pusteria | 2 |  |

#### Renon - Val Pusteria
| Arbitri: | Karel Metelka Nadir Ceschini |

|                                                                                        |           | |
| E. Johansson (L. Nelson, M. Siddall) 27:01 D. Urquhart (P. Rissmiller, D. Tudin) 34:11 | Marcatori | 11:44 D. Ling (M. Oberrauch, G. Scandella) 39:43 D. McCauley (R. O'Marra, R. Sirianni) 62:48 R. Sirianni (D. Ling) |

| Arbitri: | Claudio Ferrini Gregory Loreggia |

|                                                                                      |           |                                         |
| G. Scandella (D. Ling, D. Glira) 29:00 D. McCauley (C. Borgatello, R. O'Marra) 50:44 | Marcatori | 21:13 G. Guentzel (D. Tudin, L. Nelson) |

### Semifinali

#### Val Pusteria - Cortina
| Arbitri: | Karel Metelka Gregory Loreggia |

| |           |                                          |
| M. Oberrauch (G. Scandella, A. Hofer) 12:14 K. McLeod (C. Mair, P. Bona) 22:31 M. Oberrauch (R. Sirianni, G. Scandella) 36:42 D. McCauley (R. Sirianni, A. Helfer) 58:18 | Marcatori | 57:08 M. Zanatta (G. De Bettin, J. Grof) |

| Arbitri: | Claudio Pianezze Michele Gastaldelli |

|  |           | |
|  | Marcatori | 08:51 D. McCauley (R. O'Marra, A. Hofer) 10:29 M. Oberrauch (D. Ling, R. Sirianni) 13:04 T. Erlacher (K. McLeod, A. Helfer) 16:13 G. Scandella (D. Ling, M. Oberrauch) 42:04 R. Sirianni (G. Scandella, D. Ling) 55:44 L. Crepaz (P. Bona, C. Mair) |

| Arbitri: | Andrea Benvegnù Daniel Gamper |

| |           |                                                          |
| C. Borgatello (R. Sirianni, R. O'Marra) 14:35 P. Bona (K. McLeod, C. Borgatello) 37:02 D. Ling (G. Scandella, M. Oberrauch) 37:29 D. Ling (D. Campbell, R. Sirianni) 48:12 L. Crepaz 54:19 | Marcatori | 02:03 S. Gron 20:10 G. De Bettin (S. Gron, L. Felicetti) |

| Arbitri: | Karel Metelka Nadir Ceschini |

|                                          |           | |
| L. Felicetti (L. Zanatta, S. Gron) 45:58 | Marcatori | 32:43 D. Ling (D. Glira, G. Scandella) 40:51 R. Sirianni (G. Scandella, D. Ling) 59:36 D. McCauley (R. O'Marra, A. Hofer) |

#### Renon - Asiago
| Arbitri: | Luca Cassol Andrea Moschen |

| |           |  |
| D. Tudin (P. Rissmiller, E. Scelfo) 12:45 E. Scelfo (L. Daccordo) 28:10 M. Siddall (L. Nelson, T. Ramsay) 36:13 P. Rissmiller 39:04 L. Daccordo (T. Spinell, E. Scelfo) 42:21 | Marcatori |  |

| Arbitri: | Glauco Colcuc Fabio Lottaroli |

| |           | |
| P. Zanette (D. Borrelli, M. Zanette) 04:57 L. Ulmer (K. DeVergilio, N. Ross) 38:46 P. Zanette (K. DeVergilio) 44:20 N. Ross (L. Ulmer, K. DeVergilio) 55:57 | Marcatori | 35:47 G. Guentzel (M. Siddall, P. Rissmiller) 53:27 E. Johansson (P. Rissmiller, M. Siddall) 59:05 P. Rissmiller (D. Urquhart) |

| Arbitri: | Alex Lazzeri Leandro Soraperra |

| |           |                                                                              |
| E. Scelfo (L. Daccordo, I. Tauferer) 13:06 M. Siddall (G. Guentzel, T. Ramsey) 20:32 E. Scelfo (L. Nelson, G. Guentzel) 35:04 | Marcatori | 06:49 L. Ulmer (S. Bentivoglio) 15:06 D. Borrelli (S. Bentivoglio, L. Ulmer) |

| Arbitri: | Claudio Ferrini Karl Pichler |

|                                                                                           |           | |
| M. Zanette (M. Tessari, D. Sullivan) 02:19 L. Ulmer (S. Bentivoglio, K. DeVergilio) 54:54 | Marcatori | 25:32 D. Tudin (I. Gruber, P. Rissmiller) 32:55 M. Siddall (T. Ramsay) 55:51 M. Siddall (T. Ramsay, E. Johansson) |

| Arbitri: | Luca Cassol Claudio Pianezze |

| |           | |
| T. Spinell (E. Scelfo, L. Daccordo) 08:42 M. Siddall (P. Rissmiller) 20:45 D. Tudin (L. Ansoldi, P. Rissmiller) 49:59 D. Tudin (P. Rissmiller, G. Guentzel) 50:37 P. Rissmiller 58:58 | Marcatori | 16:32 P. Zanette (D. Sullivan, D. Borrelli) 36:52 D. Borrelli (P. Zanette) 55:11 L. Ulmer (N. Ross) |

### Finale

#### Val Pusteria - Renon
| Arbitri: | Karel Metelka Claudio Ferrini |

|                                            |           | |
| R. Sirianni (E. Scelfo, L. Daccordo) 29:00 | Marcatori | 24:40 M. Siddall (I. Gruber, E. Johansson) 30:59 D. Tudin (L. Ansoldi, P. Rissmiller) 40:18 M. Siddall (L. Nelson, T. Ramsay) 51:13 E. Scelfo (L. Daccordo, T. Spinell) |

| Arbitri: | Luca Cassol Claudio Pianezze |

|                                            |           |                                                                                    |
| E. Johansson (L. Nelson, M. Siddall) 10:13 | Marcatori | 23:09 A. Helfer (D. Ling, C. Borgatello) 29:05 G. Scandella (R. Sirianni, D. Ling) |

| Arbitri: | Daniel Gamper Leandro Soraperra |

|                                                                                   |           | |
| T. Erlacher (P. Bona, R. Sirianni) 01:58 D. McCauley (C. Mair, R. Sirianni) 12:48 | Marcatori | 09:01 E. Johansson (L. Nelson, T. Ramsey) 12:18 M. Siddall (T. Ramsey, I. Gruber) 19:34 E. Johansson (G. Guentzel, D. Tudin) 35:17 M. Moisand (T. Spinell, L. Daccordo) 46:47 M. Moisand (T. Spinell, L. Daccordo) 49:55 G. Guentzel (E. Scelfo, L. Daccordo) |

| Arbitri: | Fabio Lottaroli Andrea Moschen |

|                                             |           |                                                          |
| L. Nelson (P. Rissmiller, L. Ansoldi) 12:10 | Marcatori | 41:02 G. Scandella (D. Ling, R. Sirianni) 70:37 A. Hofer |

| Arbitri: | Luca Cassol Claudio Pianezze |

|                                                                                      |           | |
| D. Campbell (C. Borgatello, D. Ling) 18:07 M. Oberrauch (D. Ling, D. Campbell) 31:35 | Marcatori | 05:29 T. Ramsey (G. Guentzel) 15:51 D. Tudin (L. Nelson) 21:01 P. Rissmiller (L. Ansoldi, D. Tudin) 49:51 M. Siddall |

| Collalbo 24 aprile 2014, ore 20.30 | Ritten Sport | 4 – 1 (1-0; 1-0; 2-1) referto            | Val Pusteria | Arena Ritten (2.431 spett.) |
| P. Rissmiller (D. Tudin) 01:27 M. Siddall (D. Urquhart, E. Johansson) 28:44 D. Urquhart (T. Spinell, L. Daccordo) 59:51 L. Ansoldi (I. Gruber, C. Mason) 31:35 Marcatori 59:35 C. Borgatello (A. Helfer, D. Ling) |              |                                          |              |                             |
| |              |                                          |              |                             |
| P. Rissmiller (D. Tudin) 01:27 M. Siddall (D. Urquhart, E. Johansson) 28:44 D. Urquhart (T. Spinell, L. Daccordo) 59:51 L. Ansoldi (I. Gruber, C. Mason) 31:35                                                    | Marcatori    | 59:35 C. Borgatello (A. Helfer, D. Ling) |              |                             |

## Statistiche

### Stagione regolare

#### Classifica marcatori
Aggiornata al 4 marzo 2014.
| Giocatore         | Squadra          | PG | Gol | Assist | Punti |
| ----------------- | ---------------- | -- | --- | ------ | ----- |
| Brian Ihnacak     | Valpellice       | 36 | 35  | 46     | 81    |
| Chris DiDomenico  | Asiago           | 31 | 24  | 48     | 72    |
| Sean Bentivoglio  | Asiago           | 39 | 26  | 42     | 68    |
| Scott Barney      | Valpellice       | 42 | 29  | 38     | 67    |
| Stanislav Gron    | Cortina          | 40 | 29  | 38     | 67    |
| Kevin DeVergilio  | Asiago           | 37 | 22  | 38     | 60    |
| Trevor Jon Caig   | Vipiteno Broncos | 42 | 29  | 29     | 58    |
| Adam Estoclet     | Milano Bears RB  | 42 | 23  | 34     | 57    |
| Nicola Fontanive  | Milano Bears RB  | 40 | 21  | 32     | 53    |
| Giorgio De Bettin | Cortina          | 42 | 13  | 40     | 53    |
| Ryan Dingle       | Cortina          | 38 | 28  | 24     | 52    |
| Garry Nunn        | Valpellice       | 42 | 18  | 32     | 50    |
| Eric Johansson    | Ritten-Renon     | 38 | 16  | 34     | 50    |
| Matt Siddall      | Ritten-Renon     | 41 | 26  | 23     | 49    |
| Dean Strong       | Valpellice       | 39 | 26  | 23     | 49    |
|                   |                  |    |     |        |       |

#### Classifica portieri
Aggiornata al 4 marzo 2014.
| Giocatore            | Squadra          | PG | MGS  | Sv%  |
| -------------------- | ---------------- | -- | ---- | ---- |
| Chris Mason          | Ritten-Renon     | 36 | 2.18 | 92.7 |
| Jean-Sébastien Aubin | Val Pusteria     | 34 | 2.42 | 93.3 |
| Vincenzo Marozzi     | Asiago           | 39 | 2.54 | 92.5 |
| Anthony Borelli      | Cortina          | 35 | 2.77 | 91.7 |
| Jeff Frazee          | Valpellice       | 39 | 3.10 | 90.4 |
| Joni Myllykoski      | Vipiteno Broncos | 21 | 3.25 | 90.4 |
| Paul Dainton         | Milano Bears RB  | 39 | 3.63 | 90.5 |
| Gianluca Vallini     | Fassa Falcons    | 30 | 4.38 | 88.6 |
|                      |                  |    |      |      |

### Playoff

#### Classifica marcatori
Aggiornata al 25 aprile 2014.
| Giocatore          | Squadra      | PG | Gol | Assist | Punti |
| ------------------ | ------------ | -- | --- | ------ | ----- |
| Patrick Rissmiller | Ritten-Renon | 17 | 8   | 14     | 22    |
| David Ling         | Val Pusteria | 16 | 4   | 18     | 22    |
| Matt Siddall       | Ritten-Renon | 16 | 15  | 5      | 20    |
| Robert Sirianni    | Val Pusteria | 16 | 9   | 11     | 20    |
| Eric Johansson     | Ritten-Renon | 17 | 7   | 10     | 17    |
| Ryan Dingle        | Cortina      | 9  | 9   | 7      | 16    |
| Giulio Scandella   | Val Pusteria | 16 | 5   | 11     | 16    |
| Max Oberrauch      | Val Pusteria | 16 | 7   | 8      | 15    |
| Stanislav Gron     | Cortina      | 10 | 8   | 6      | 14    |
| Daniel Tudin       | Ritten-Renon | 17 | 6   | 8      | 14    |
|                    |              |    |     |        |       |

#### Classifica portieri
Aggiornata al 25 aprile 2014.
| Giocatore            | Squadra          | PG | MGS  | Sv%  |
| -------------------- | ---------------- | -- | ---- | ---- |
| Chris Mason          | Ritten-Renon     | 17 | 1.86 | 95.1 |
| Jean-Sébastien Aubin | Val Pusteria     | 16 | 2.09 | 94.7 |
| Anthony Borelli      | Cortina          | 10 | 2.79 | 91.2 |
| Alessandro Tura      | Asiago           | 6  | 2.91 | 90.8 |
| Joni Myllykoski      | Vipiteno Broncos | 16 | 2.98 | 93.1 |
|                      |                  |    |      |      |

## Classifica finale
| Pos. | Squadra          |
| ---- | ---------------- |
| 1    | Ritten-Renon     |
| 2    | Val Pusteria     |
| 3    | Asiago           |
| 4    | Cortina          |
| 5    | Valpellice       |
| 6    | Vipiteno Broncos |
| 7    | Milano Bears RB  |
| 8    | Fassa Falcons    |

## Verdetti
- Campione d'Italia:  Ritten Sport (1º titolo)

| Campioni d'Italia 2013-2014 Ritten Sport | Portieri: Chris Mason, Josef Niederstätter, Roland Fink Difensori: Travis Ramsey (C), Ivan Tauferer, Maximilian Ploner, David Urquhart, Gabe Guentzel, Fabian Ebner, Ruben Rampazzo, Ingemar Gruber, Maxime Moisand Attaccanti: Eric Johansson, Andreas Alber, Julian Kostner, Alexander Eisath (A), Dan Tudin, Patrick Rissmiller, Matt Siddall, Lorenz Daccordo, Luca Ansoldi, Mirko Quinz, Levi Nelson, Emanuel Scelfo, Alex Tauferer, Thomas Spinell (A) Staff Tecnico: Rob Wilson (Allenatore), Robert Scelfo (Ass. allenatore) |

- Qualificata per la Continental Cup 2014-2015: Ritten Sport
- Coppa di Lega: HC Val Pusteria